# David Wretling
David Otto Wretling, född 18 december 1901 i Umeå, död 14 januari 1986 i Stockholm, var en svensk skulptör. 

## Biografi

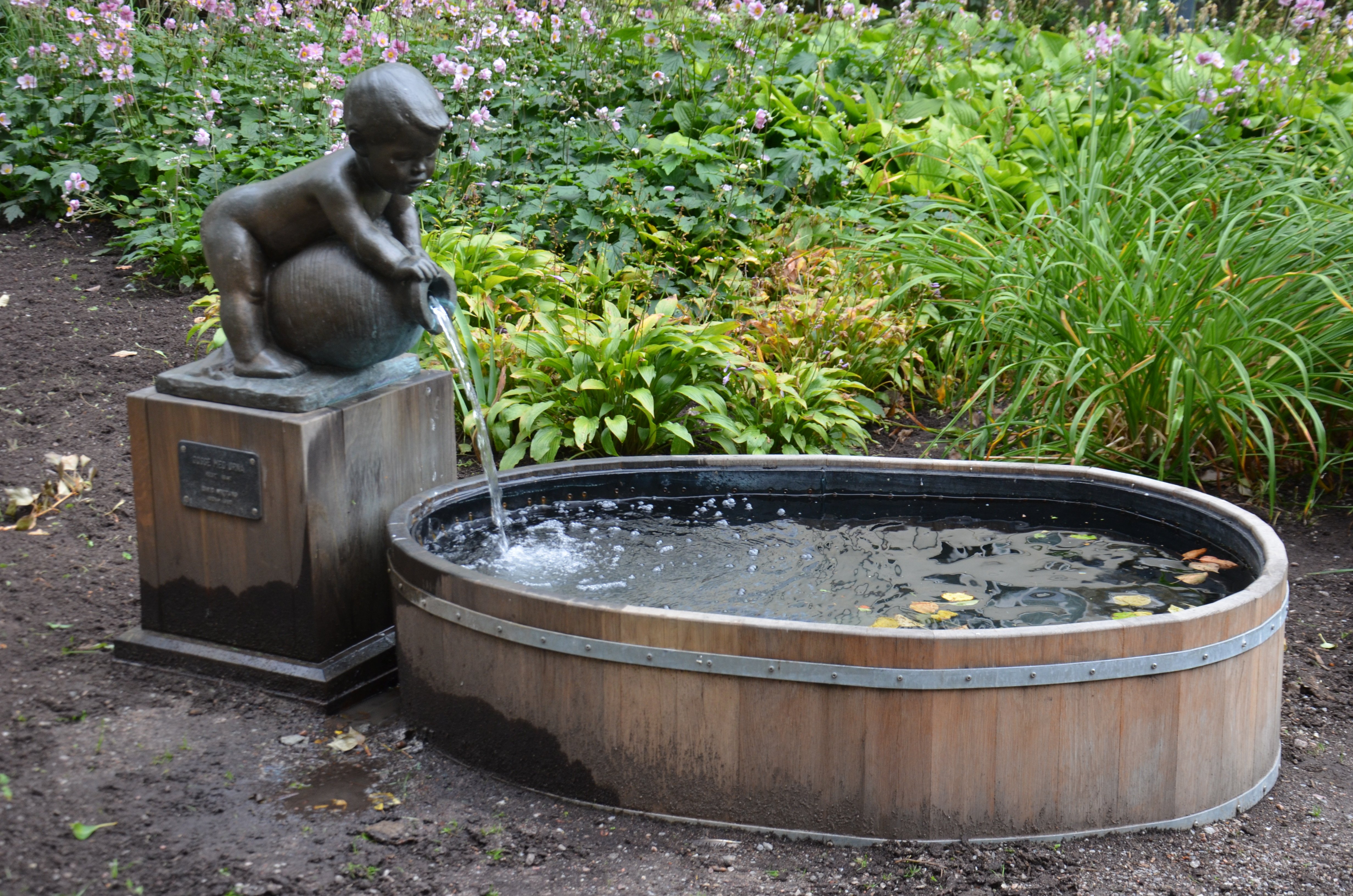
Pojke med urna i Stockholm.

David Wretling var ett av sex barn till möbelfabrikören och konstnären Otto Wretling och Frida Bergman samt gift 1934–1956 med kontoristen Inga Larsson. Äldsta brodern Kjell var bland annat stadsarkitekt i Umeå, andre brodern Stig Otto var konstnär och morfar till Olof Wretling, tredje brodern Bo var tusenkonstnär som under 1950- och 1960-talen byggde lutor och gitarrer i Stockholm. Alla syskon, inklusive systrarna Anna och Brita, arbetade periodvis i familjeföretaget.
Efter avslutad skolgång vid Umeå tekniska aftonskola och arbete vid faderns verkstad studerade han skulptur för Carl Milles vid Konstakademien 1922–1925 och kompletterade därefter sin utbildning vid Académie Scandinave i Paris 1930. Han bedrev självstudier under resor till Italien 1925 och 1927 samt Frankrike 1929 och 1932. Han har utfört skulpturer till flera kyrkor, däribland en predikstol och en kyrkoportal för Sankt Görans kyrka och utsmyckningar för Adolf Fredriks kyrka i Stockholm, kyrkoportalen till Vännäs kyrka, utsmyckningar för Umeå stads kyrka, Kristi Moders Kyrka i Umeå, Degerfors kyrka, Fredrika kyrka, Ransäters kyrka, Bureå kyrka och Norra Finnskoga kyrka. Till församlingssalen i Kristineberg skapade han verket Den barmhärtige samariten i polykromt trä. 
Ett antal av hans skulpturer står runt om i Umeå, bland annat i Umedalens skulpturpark och i Rottneros skulpturpark finns verket Morgon. I Nobelparken i Stockholm finns en skulptur, rest 1982, föreställande en pojke klädd i flytväst med en segelbåt i handen; Den första segelbåten. På Arlanda flygplats står Nya Vingar i avgångshallen i terminal fem. Den återfinns även vid segelflygcentrum på Ålleberg utanför Falköping. Pella – den lille gossen med vattentunnan står i Planteringsförbundets park i Falköping. I huvudentrén till Danderyds sjukhus finns statyetten Glädje utförd 1955 och uppställd 1964 i samband med invigningen av det nya sjukhuset. Utanför Skansens huvudingång på Djurgårdsslätten i Stockholm uppställdes 1985 skulpturen Kalle och Emma, för Hjo skapade han den 2,25 meter höga fontänskulpturen Kvinnan vid brunnen, fyra utomhusreliefer för Skellefteå stadsbibliotek och gruppen Mor och barn för Umedalens sjukhus och bland hans porträtt märks statyn av Wilhelm Peterson-Berger i Döbelns park i Umeå.   
Separat ställde han ut i ett flertal gånger i Umeå från 1948. Tillsammans med sin bror ställde han ut i Västerås 1942 och 1950 samt tillsammans med Helge Frender i Sala 1949 och tillsammans med Magnus Creutz i Linköping 1952 samt med Stig Kjellin i Borås 1962. Han medverkade ett flertal gånger i utställningar med Fria gruppen på Liljevalchs konsthall första gången 1929 och sedan 1933 i Sveriges allmänna konstförenings salonger i Stockholm samt några gånger i Svenska konstnärernas förenings utställningar i Stockholm och Göteborg, utställningen Skulptur i Natur som visades av Trädgårdsföreningen i Göteborg och Borås 1929, Nordisk Medaillekunst efter 1914 som visades på Nationalmuseet i Köpenhamn 1953 samt samlingsutställningar i Borås, Eskilstuna, Lund och Varberg och med ett stort antal konstföreningsutställningar i Umeå och andra Västerbottensstäder. 
Han arbetade i trä, sten, terrakotta, brons och marmor i en realistisk stil med genrestudier, religiösa och profana monumentalskulpturer, porträtt, reliefer och plaketter. Wretling är representerad vid bland annat Nationalmuseum i Stockholm, Örebro läns museum, Västerås konstmuseum, Eskilstuna konstmuseum, Hälsinglands museum, Östergötlands museum och Västerbottens museum. Hans bildvärld i trä, sten och marmor präglas av en episk berättarglädje.

## Bildgalleri, verk i urval

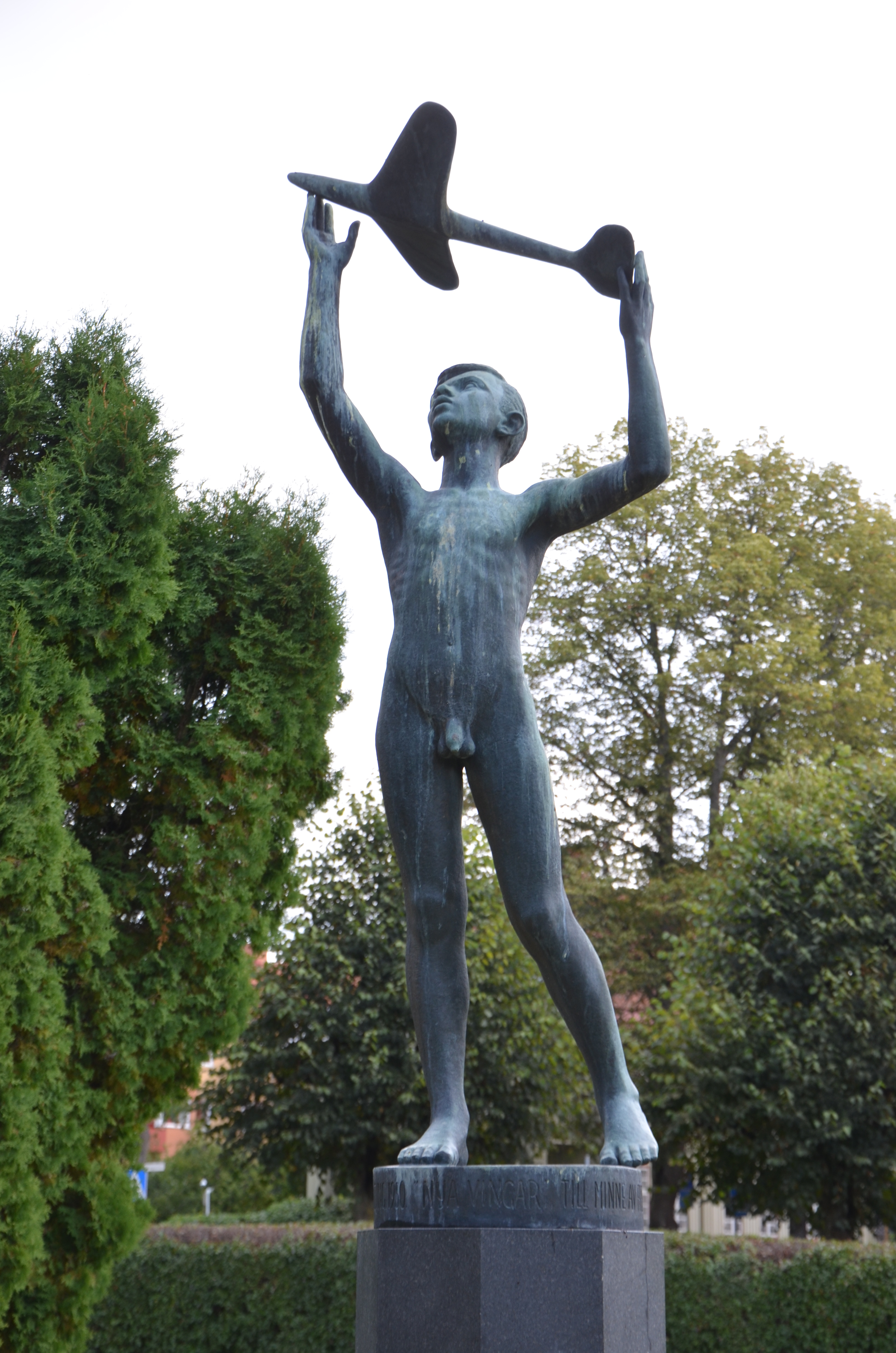
Unga vingar i Sala, 1949
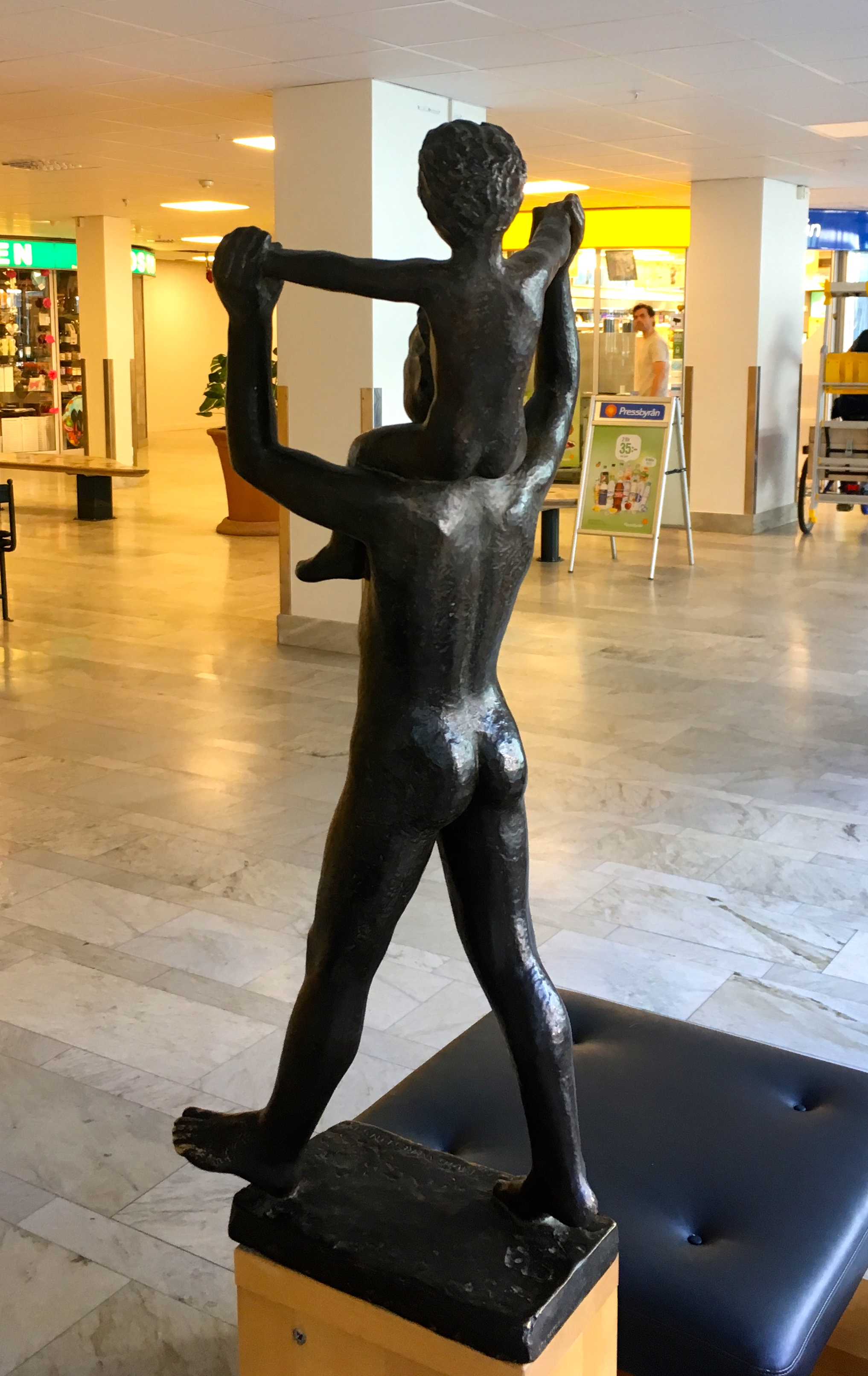
Glädje i huvudentrén till Danderyds sjukhus, 1955
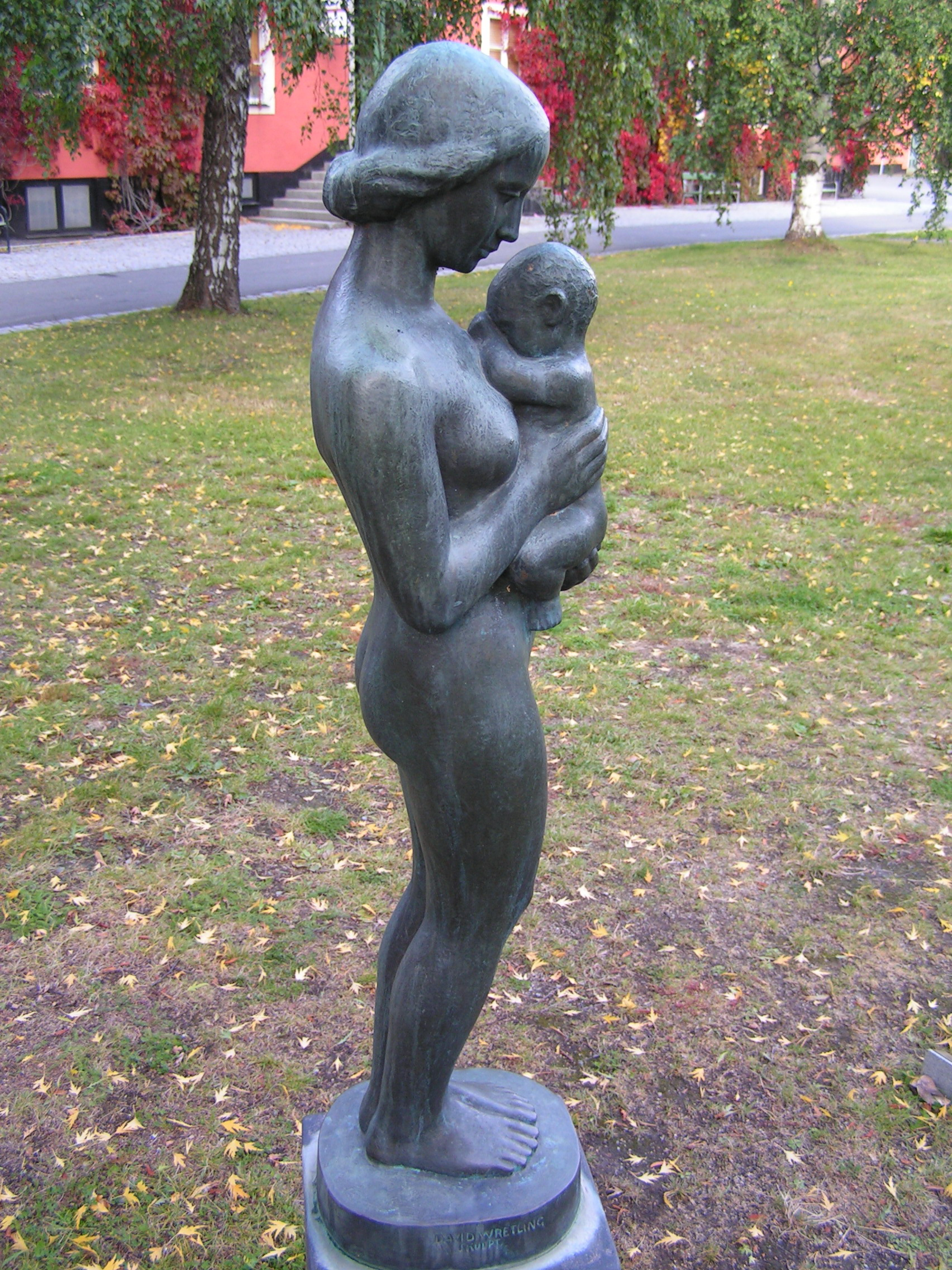
Mor och barn, Umedalen Skulptur, 1958
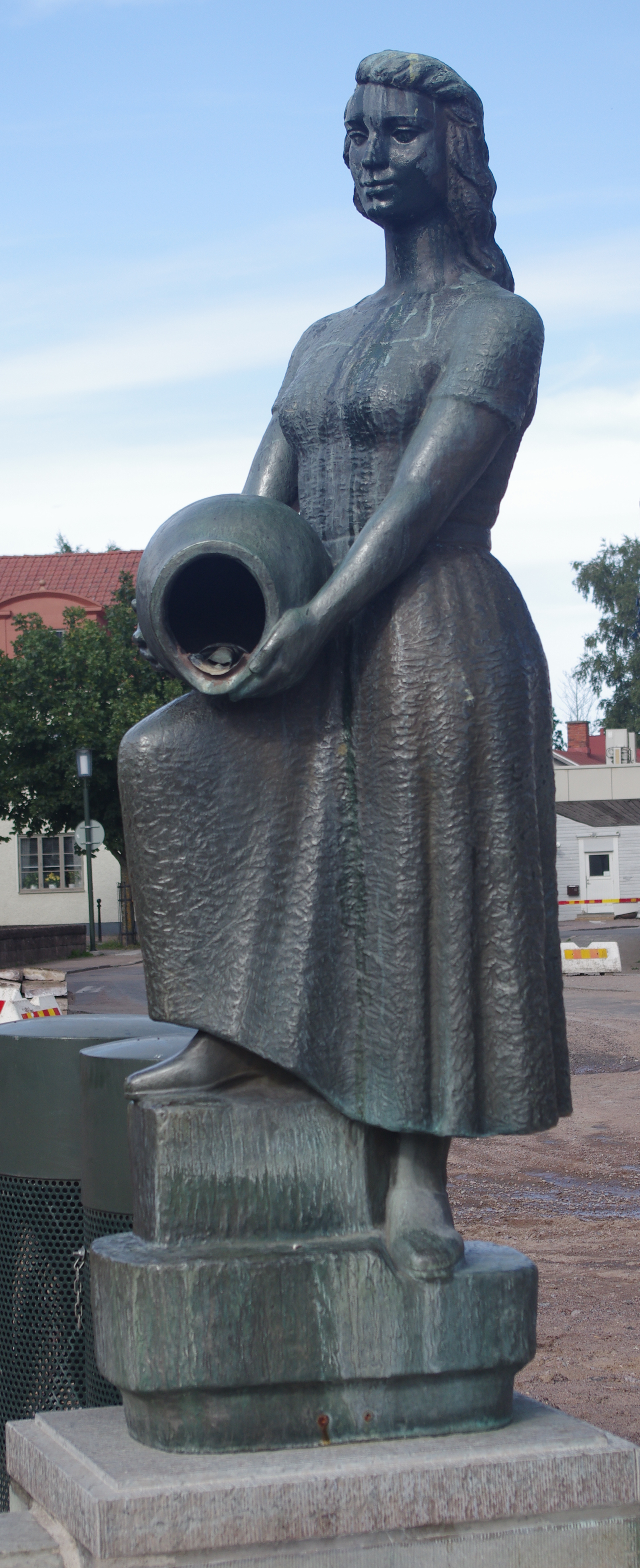
Kvinnan vid brunnen, Stora Torget i Hjo, 1963
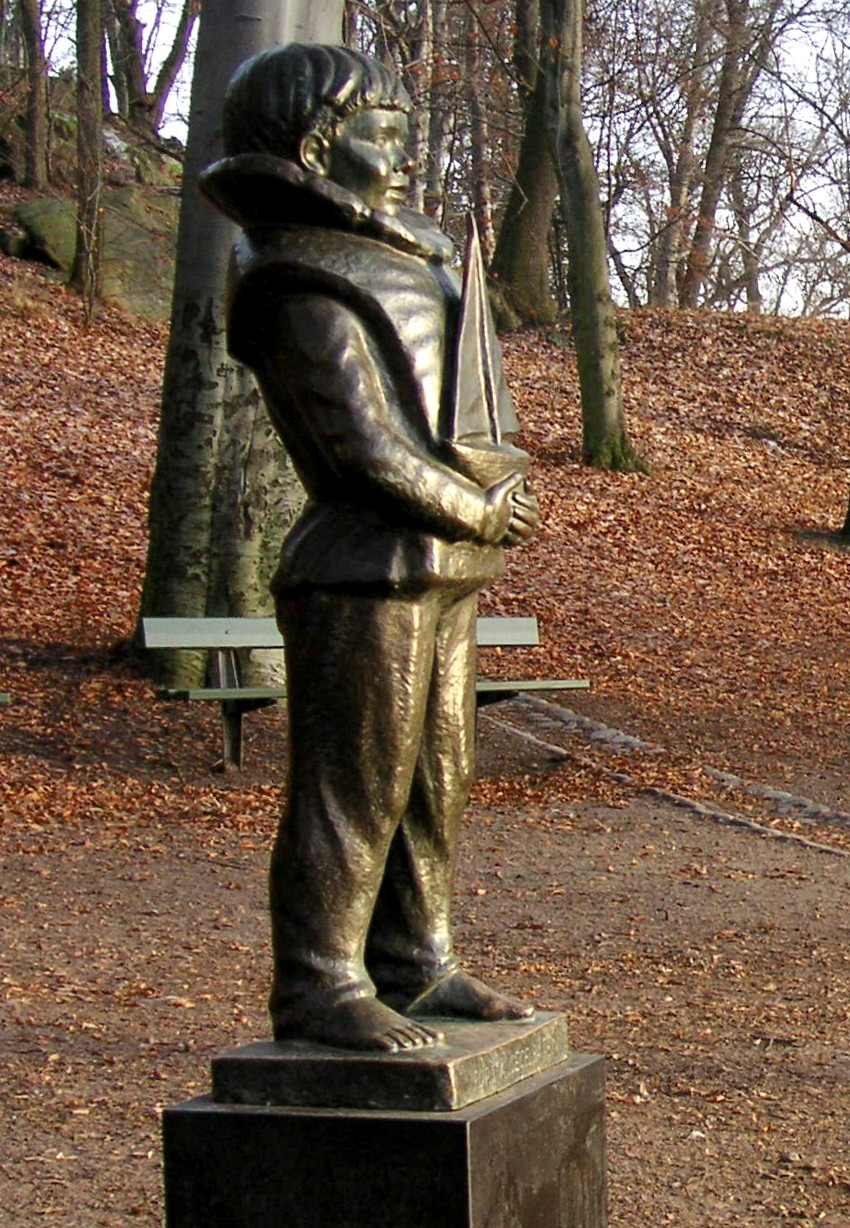
Den första segelbåten, i Nobelparken i Stockholm, 1982
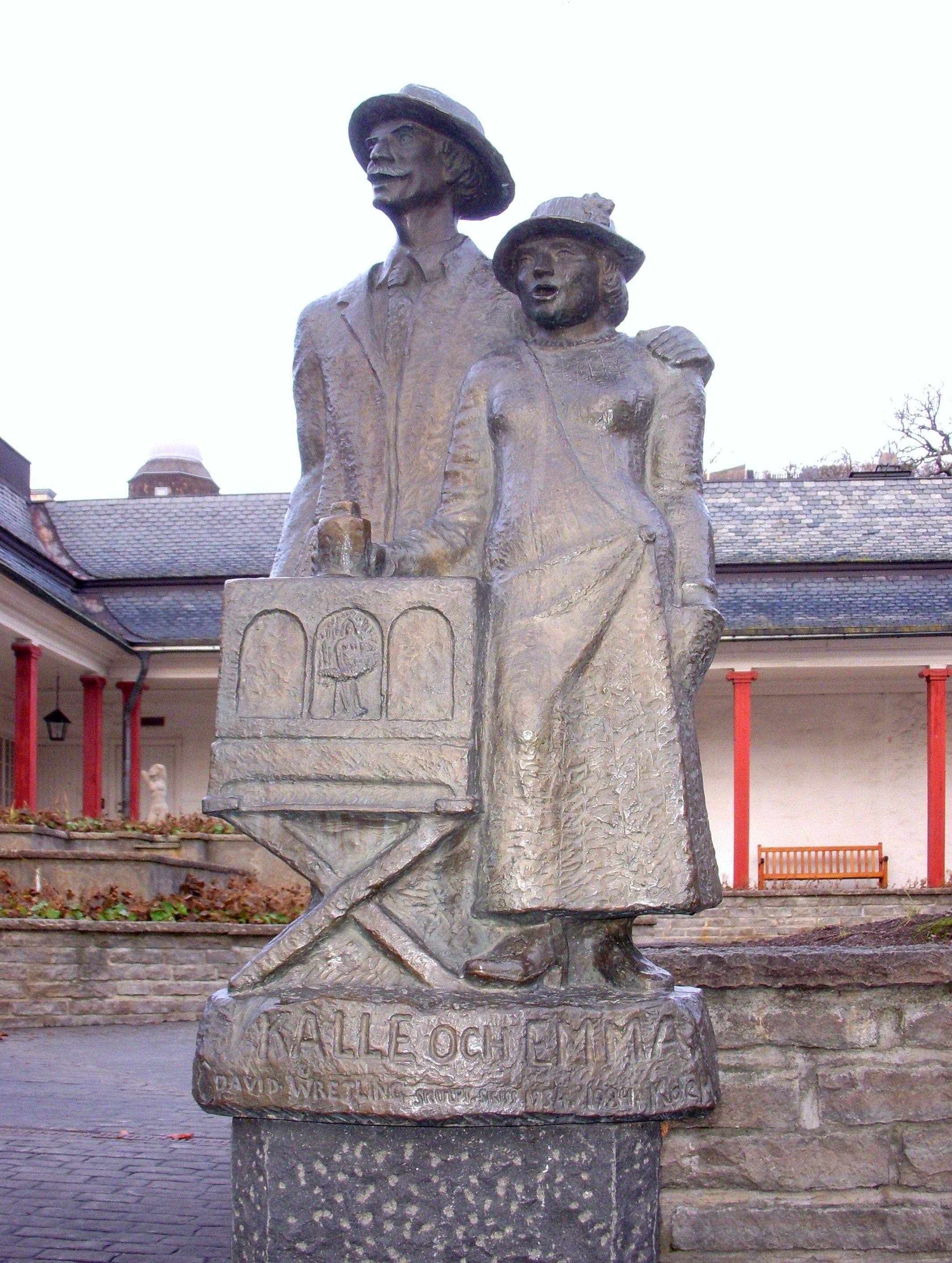
Kalle och Emma, utanför Skansen, 1985
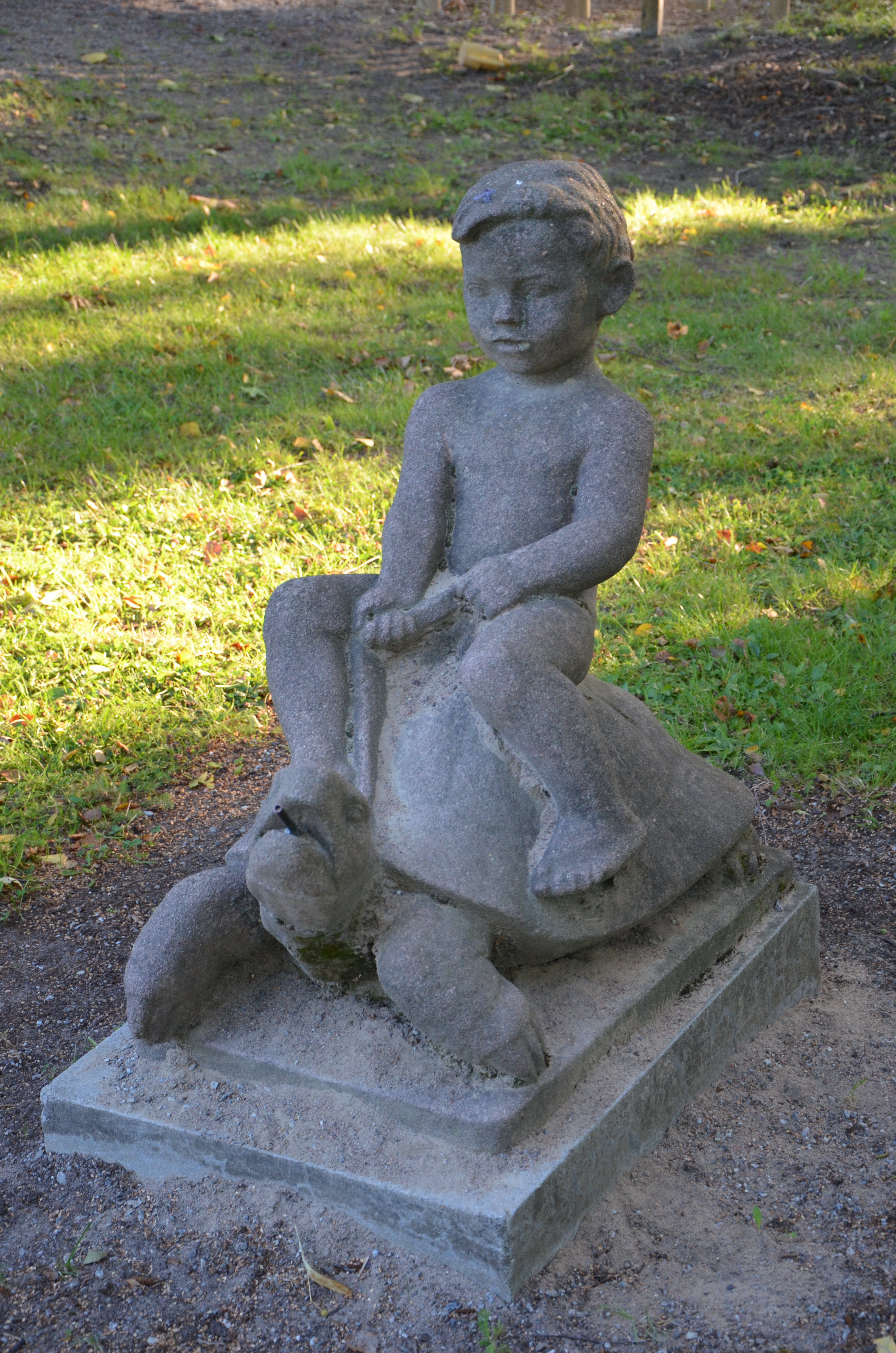
Det första äventyret i Stocksund i Danderyds kommun
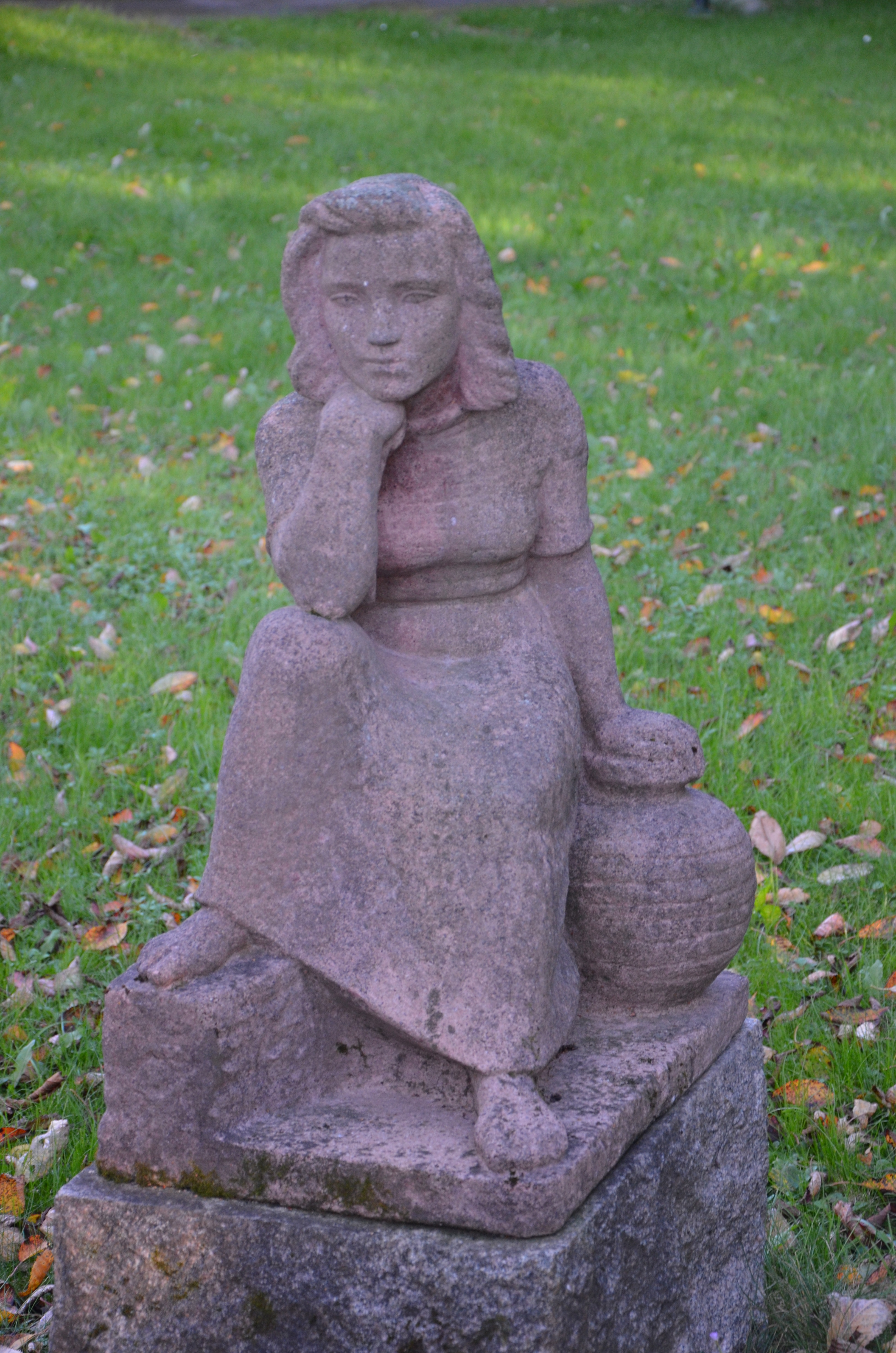
Vilande flicka i Stocksund i Danderyds kommun
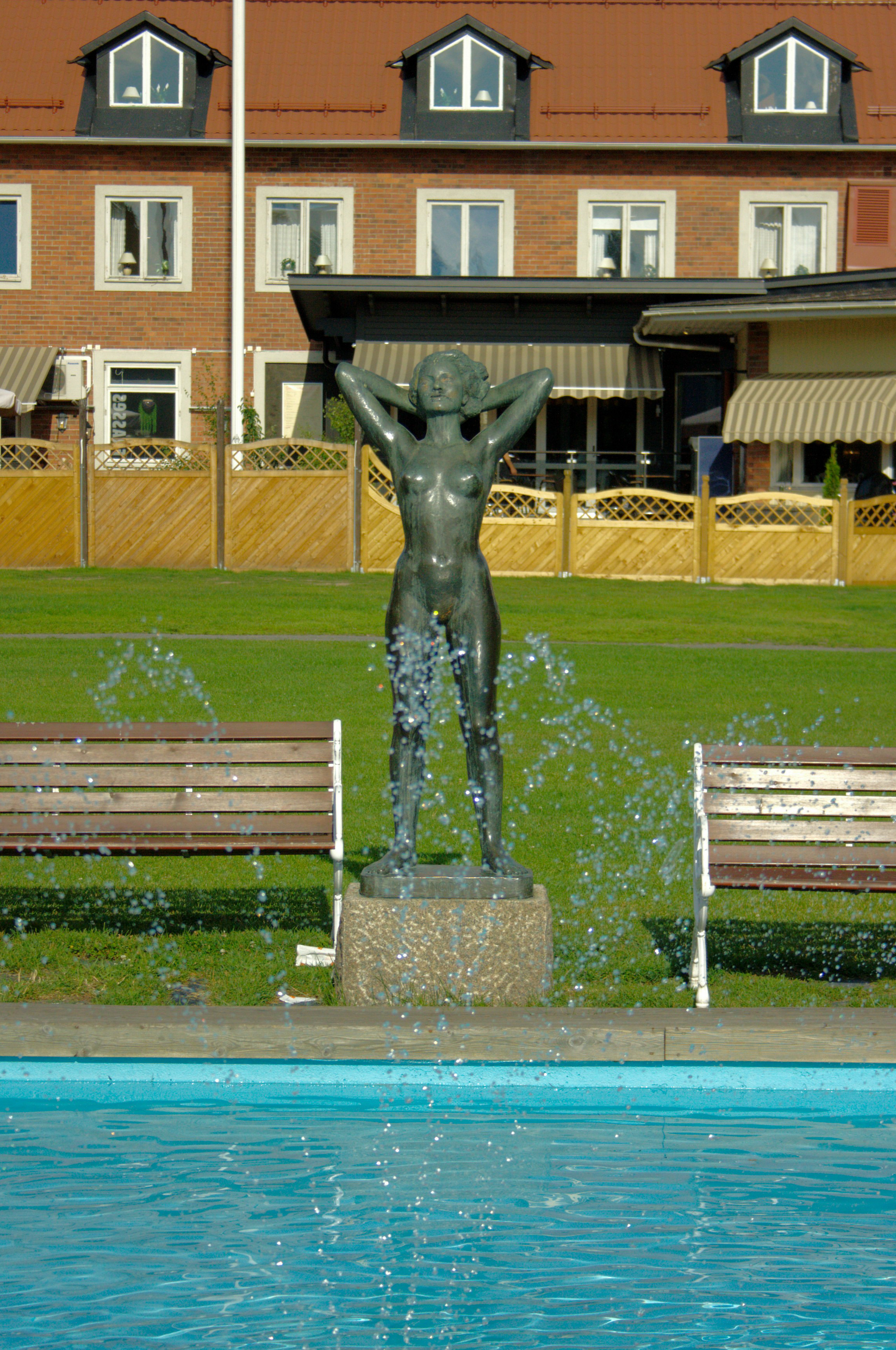
Ungdom, Oskarsparken i Vännäs
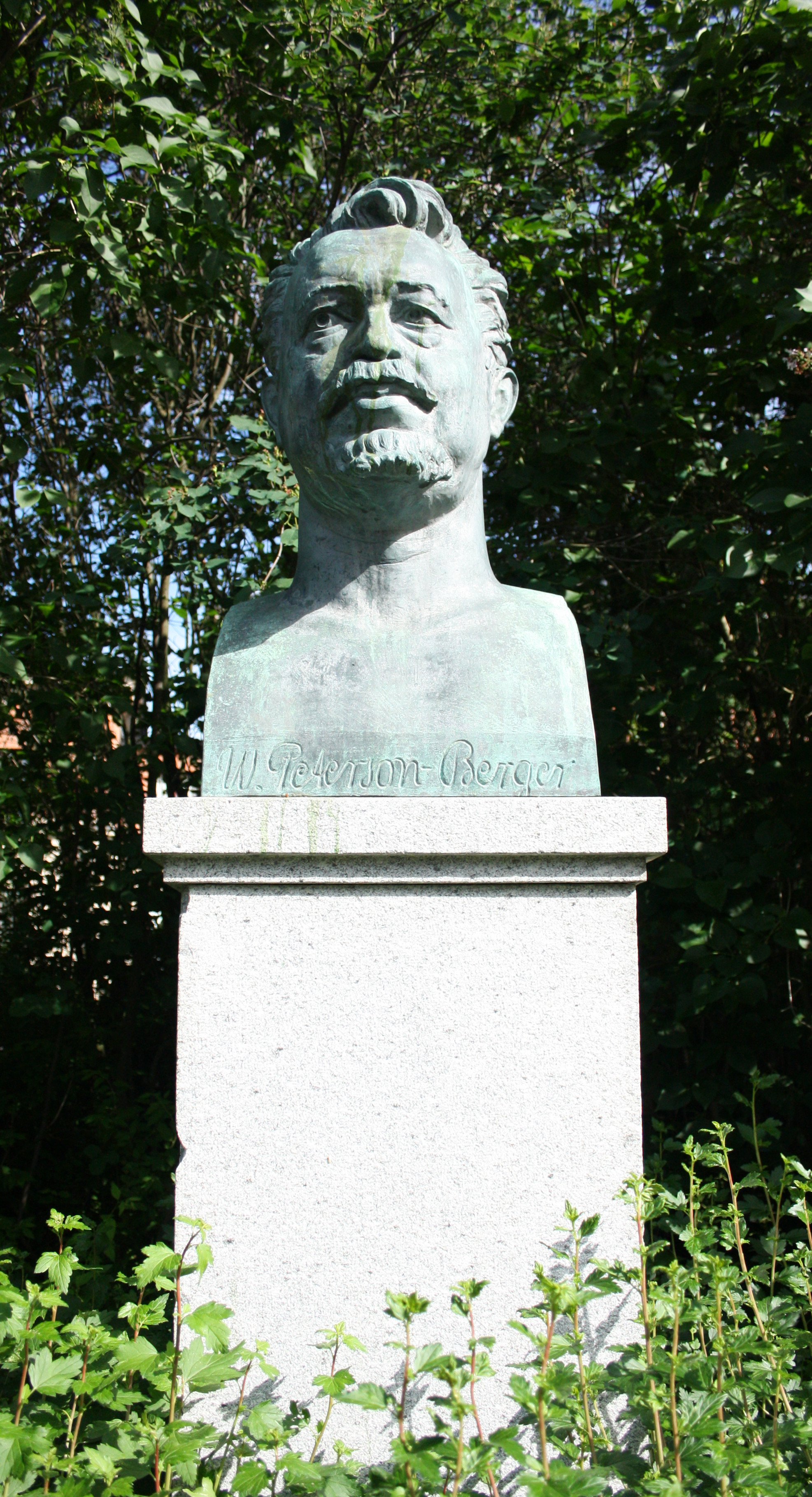
Byst av Wilhelm Peterson-Berger i Umeå